# محمد الدايني
محمد الدايني هو سياسي عراقي وعضو مجلس النواب العراقي.
انتخب الدايني في الانتخابات التشريعية العراقية في ديسمبر/كانون الأول 2005 كواحد من أحد عشر نائباً عن حزب جبهة الحوار الوطني العراقي العلماني ذي الأغلبية العربية السنية.

## زيارته إلى أمريكا
في يوليو/تموز 2007، زار الدايني الولايات المتحدة لمدة شهر تقريباً وأجرى محادثات مع صناع القرار في واشنطن العاصمة في محاولة لإقناعهم بإجراء محادثات مع "الممثلين الحقيقيين للمقاومة العراقية" - أنصار حزب البعث الذي كان يتزعمه الرئيس السابق صدام حسين.

## الاعتقال
في فبراير/شباط 2009، أُلقي القبض على اثنين من حراسه الشخصيين للاشتباه بتورطهما في تفجير البرلمان العراقي عام 2007 وهجمات أخرى. واعترف علاء خير الله هاشم، مسؤول أمنه، ورياض إبراهيم الدايني، ابن أخيه، على التلفزيون، وقالا إن النائب سمح للمفجر بدخول منطقة البرلمان. وادعى محمد الدايني أن الاتهامات كاذبة، وأن حراسه الشخصيين تعرضوا للتعذيب للإدلاء باعترافات كاذبة بسبب كشفه عن انتهاكات حقوق الإنسان في السجون العراقية.
طلبت قوات الأمن من مجلس النواب العراقي رفع الحصانة البرلمانية عن الدايني. استقل الدايني طائرة متجهة إلى الأردن، لكن الطائرة اضطرت إلى العودة؛ ووافق البرلمان حينها على رفع الحصانة عنه. إلا أن الدايني فر قبل أن يقبض عليه.
أُلقي القبض عليه في نهاية المطاف في ١٠ أكتوبر/تشرين الأول 2009 في مطار كوالالمبور الدولي بعد دخوله ماليزيا بجواز سفر مزور. وكانت السلطات تُعدّ لترحيله.